# Argame
Argame ist ein Parroquia und zugleich dessen Hauptort in der Gemeinde Morcin in Asturien in Nordspanien. Der Ort liegt 2,6 Kilometer vom Sitz der Gemeindeverwaltung in Santa Eulalia de Morcín entfernt.
Die 205 Einwohner (2011) leben in den Dörfern und Weilern Argame (173 Einwohner), La Carrera (1 Einwohner) und La Rectoria (31 Einwohner).

## Sehenswertes
- Die dem Erzengel Michael geweihte Pfarrkirche[1]

## Bevölkerungsentwicklung
|                                                                                            |
| Quelle: Instituto Nacional de Estadística (Spanien) – grafische Aufarbeitung für Wikipedia |